# Passage Flourens
Le passage Flourens est une voie du 17e arrondissement de Paris, en France.

## Situation et accès
Le passage Flourens est situé dans le 17e arrondissement de Paris. Il débute au 19, boulevard Bessières et se termine au 39, rue Jean-Leclaire.

## Origine du nom

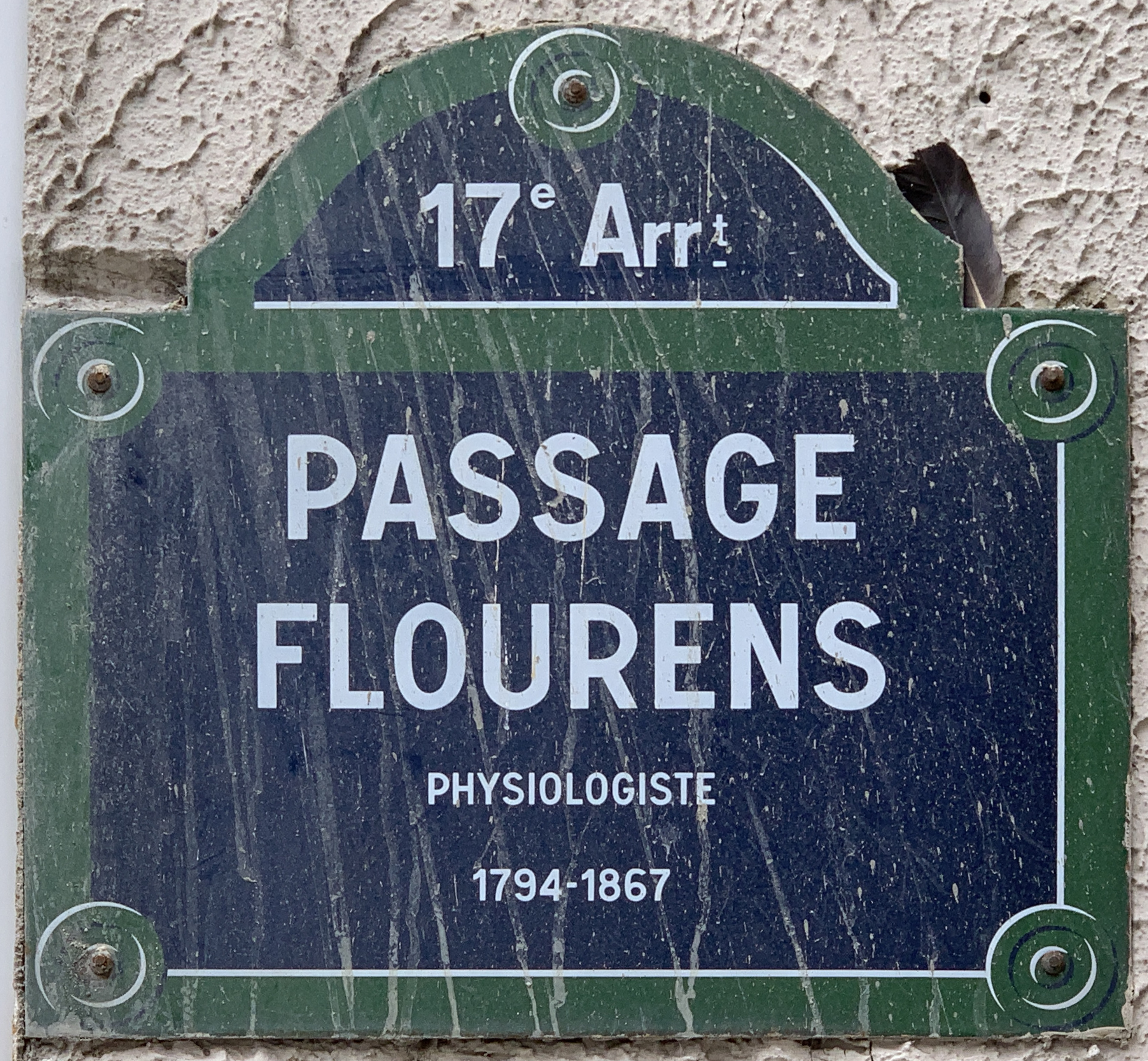
Plaque du passage.

Elle porte le nom du physiologiste français Pierre Flourens (1794-1867).

## Historique
Cette voie, créée par Louis Compoint sous le nom d'« impasse Boucher », prend sa dénomination en 1936.